# Mario Capelli
(Mario Cappelli)
Mario Capelli (Rimini, 21 aprile 1921 – Rimini, 16 agosto 1944) è stato un partigiano italiano.

## Biografia

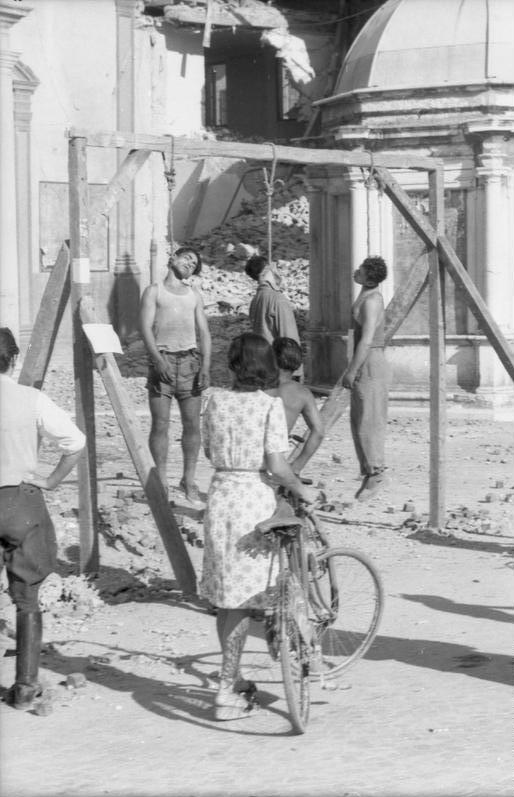
Fotografia del patibolo scattata dalle truppe tedesche.

Mario Capelli (noto anche come Cappelli), di professione lucidatore di mobili, secondo di tre figli, dopo l'8 settembre 1943 entrò a far parte della Resistenza nel novembre dello stesso anno operando nella zona di San Leo. Nel 1944, rientrato a Rimini, entrò a far parte del 2º distaccamento della  29ª Brigata Gruppi di Azione Patriottica "Gastone Sozzi". Durante un'operazione di sabotaggio a una trebbiatrice, con l'obiettivo di impedire la raccolta del grano da consegnare ai nazifascisti, un gappista riminese fu riconosciuto e denunciato. Catturato, fu costretto sotto tortura a denunciare i compagni di lotta.
Grazie al queste informazioni Mario con i compagni Adelio Pagliarani e Luigi Nicolò vennero sorpresi il 14 agosto dai nazifascisti presso una delle due basi d'appoggio partigiane, situata presso la vecchia caserma di Via Ducale, nel centro storico di Rimini, mentre un quarto partigiano che era con loro, Alfredo Cecchetti, si salvò fortunosamente. Imprigionato, torturato ed infine processato assieme ai suoi compagni da un tribunale tedesco, riconosciuto con loro colpevole in quanto "trovati in complotto in un deposito clandestino di armi e munizioni a scopo terroristico e confessi di delitti compiuti contro la Nazione", Mario Cappelli [sic] il 16 agosto fu condotto nella centrale piazza Giulio Cesare di Rimini e impiccato assieme ai "banditi" Adelio Pagliarani e Luigi Nicolò. Da quel momento in poi essi furono definiti i Tre Martiri, diventando simbolo della Resistenza e dei caduti nella lotta di Liberazione nel territorio della Provincia di Rimini.

## Riconoscimenti
Nel 1944, una volta liberata Rimini dai nazifascisti, in memoria di Capelli e dei suoi due compagni fu mutata l'intitolazione della piazza ove era avvenuta l'esecuzione, assumendo l'attuale denominazione Piazza Tre Martiri. Una via della città porta il nome di Mario Capelli.